# 김광복
김광복(金光福, 1529년~? )은 조선 중기의 무신이다. 본관은 경주(慶州)이며, 자(字)는 경원(慶源), 호는 죽포(竹圃)이다. 경주부(慶州府) 출신이다.

## 생애
1529년에 태어났다. 유일재(惟一齋) 김언기(金彦璣)의 문하에서 수학하였다. 평소 여러 경전과 역사책을 두루 읽었는데, 특히 병학(兵學)에 능했다. 1571년(선조 4)에 무과에 합격하여 여러 관직을 거쳐 훈련원판관(訓練院判官)에 이르렀다.
임진왜란이 발발하자 의병을 일으켰고, 동생 김광록(金光祿)과 조카 김몽화(金夢和)와 더불어 군무를 감독하였다. 경주부윤(慶州府尹) 윤인함(尹仁函)으로부터 병졸을 얻어 울산 서생포(西生浦) 전투에서 여러번 싸워 큰 승리를 거두었다. 항상 전투에 임할 때 분연히 신하의 도리를 맹세하였으며, 전쟁에 나가면 반드시 공을 세웠다. 망우당 곽재우(郭再祐)가 주도한 팔공산과 화왕산의 회맹(會盟)에 함께 했다.
체찰사 이원익(李元翼)이 일찍이 용맹을 떨치며 돌격하여 큰 군사를 모두 거느릴 자는 김광복 장군 한 사람뿐이라고 평했다.
임진왜란이 종식된 1598년 이후에 부모상을 당하여 6년간 시묘살이를 했으며, 선무원종공신에 녹훈되고 훈련원정(訓鍊院正)에 제수되었다. 산계는 자헌대부(資憲大夫)에 이르렀으며, 병조참판(兵曹參判)에 증직되었다. 시호는 충효(忠孝)이다.

## 가족
- 고조(高祖)
  - 보승낭장 증통례원좌통례(保勝郎將 贈通禮院左通禮) 김장경(金將經)
- 증조(曾祖)
  - 중부사직 증공조참의(中部司直 贈工曹參議) 김문종(金文從)
- 조부(祖父)
  - 창신교위 증호조참판(彰信校尉 贈戶曹參判) 김상지(金尙志)
- 선고(先考)
  - 만포첨사 증판의금부사(滿浦僉使 贈判義禁府事) 한양군(漢陽君) 김순(金洵)
- 형제(兄弟)
  - 춘천판관(春川判官) 선무원종공신이등(宣武原從功臣二等) 김광록(金光祿)
- 자녀(子女)
  - 선혜당상(宣惠堂上) 김종수(金宗壽)

## 참고 문헌
- 경주읍지(慶州邑誌)
- 영남인물고(嶺南人物考)
- 경주김씨세보(慶州金氏世譜)
- 선무원종공신녹권(宣武原從功臣錄券)
- 팔공산회맹록(八公山會盟錄)
- 칠송당실기(七松堂實記).